# Associazione Calcio Fiorentina 1980-1981
Questa voce raccoglie le informazioni riguardanti l'Associazione Calcio Fiorentina nelle competizioni ufficiali della stagione 1980-1981.

## Stagione
Dalla stagione 1980-81 diventa proprietaria della Fiorentina la famiglia Pontello, costruttori edili a capo di una impresa multinazionale, segnando nel bene e nel male il decennio degli anni ottanta costellato da molte soddisfazioni ma nessun trofeo da mattere in bacheca.
Malgrado la buona campagna acquisti con gli innesti di Francesco Casagrande, di Renzo Contratto e soprattutto del campione del mondo Daniel Bertoni, l'inizio campionato è davvero da dimenticare in fretta.

Il capitano Giancarlo Antognoni, miglior marcatore stagionale dei viola.

L'inizio è costellato da tanti pareggi (curiosi i quattro 0-0 tra la 4ª e la 7ª giornata) e da 5 sconfitte di fila alla fine del girone d'andata, con la viola penultima in classifica.
Con l'inizio del girone di ritorno viene chiamato ad allenare la squadra viola il grande ex picchio Giancarlo De Sisti che sostituisce Paolo Carosi, portando la Fiorentina dal fondo della classifica, al quinto posto grazie a 14 risultati utili consecutivi. Scudetto vinto dalla Juventus con 44 punti, seconda la Roma con 42 punti.
In Coppa Italia la Fiorentina, prima del campionato vince il quarto girone di qualificazione, per poi cedere il passo alla Roma nel doppio turno dei quarti di finale.

## Organigramma societario
Area direttiva
- Presidente: Ranieri Pontello
- Direttore generale: Tito Corsi
- Segretario: Raffaele Righetti

Area tecnica
- Direttore sportivo: Franco Manni
- Allenatore: Paolo Carosi, dalla 15ª alla 30ª giornata Giancarlo De Sisti
- Allenatore in seconda: Pietro Biagioli
- Allenatore Primavera: Nené

Area sanitaria
- Medico sociale: Franco Latella
- Massaggiatore: Ennio Raveggi

## Rosa
| N. |                   | Ruolo | Calciatore                     |
| -- | ----------------- | ----- | ------------------------------ |
|    | Italia (bandiera) | P     | Giovanni Galli                 |
|    | Italia (bandiera) | P     | Giuseppe Pellicanò             |
|    | Italia (bandiera) | D     | Renzo Contratto                |
|    | Italia (bandiera) | D     | Armando Ferroni                |
|    | Italia (bandiera) | D     | Roberto Galbiati               |
|    | Italia (bandiera) | D     | Giovanni Guerrini              |
|    | Italia (bandiera) | D     | Giuseppe Lelj                  |
|    | Italia (bandiera) | D     | Gian Filippo Reali             |
|    | Italia (bandiera) | D     | Alessio Tendi                  |
|    | Italia (bandiera) | C     | Giancarlo Antognoni (capitano) |
|    | Italia (bandiera) | C     | Luciano Bruni                  |

| N. |                      | Ruolo | Calciatore           |
| -- | -------------------- | ----- | -------------------- |
|    | Italia (bandiera)    | C     | Francesco Casagrande |
|    | Italia (bandiera)    | C     | Sergio Di Marzio     |
|    | Italia (bandiera)    | C     | Andrea Manzo         |
|    | Italia (bandiera)    | C     | Andrea Orlandini     |
|    | Italia (bandiera)    | C     | Maurizio Restelli    |
|    | Italia (bandiera)    | C     | Luigi Sacchetti      |
|    | Argentina (bandiera) | A     | Daniel Bertoni       |
|    | Italia (bandiera)    | A     | Claudio Desolati     |
|    | Italia (bandiera)    | A     | Sauro Fattori        |
|    | Italia (bandiera)    | A     | Giuseppe Novellino   |
|    | Italia (bandiera)    | A     | Nicola Zanone        |

## Risultati

### Serie A

#### Girone di andata
| Arbitro: | Ciulli (Roma) |

|                      |           |  |
| Antognoni 23’ (rig.) | Marcatori |  |

| Arbitro: | Casarin (Milano) |

|                          |           |                                 |
| Mario Piga 46’ Massa 88’ | Marcatori | 34’ Sacchetti 59’, 79’ Desolati |

| Arbitro: | Milan (Treviso) |

|             |           |                |
| Bertoni 71’ | Marcatori | 85’ De Giorgis |

| Udine 5 ottobre 1980 4ª giornata | Udinese       | 0 – 0 | Fiorentina | Stadio Friuli\| Arbitro: \| Longhi (Roma) \| |
| Arbitro:                         | Longhi (Roma) |       |            |                                              |

| Firenze 19 ottobre 1980 5ª giornata | Fiorentina        | 0 – 0 | Inter | Stadio Comunale\| Arbitro: \| Mattei (Macerata) \| |
| Arbitro:                            | Mattei (Macerata) |       |       |                                                    |

| Brescia 26 ottobre 1980 6ª giornata | Brescia       | 0 – 0 | Fiorentina | Stadio Mario Rigamonti\| Arbitro: \| Ciulli (Roma) \| |
| Arbitro:                            | Ciulli (Roma) |       |            |                                                       |

| Firenze 9 novembre 1980 7ª giornata | Fiorentina         | 0 – 0 | Cagliari | Stadio Comunale\| Arbitro: \| Michelotti (Parma) \| |
| Arbitro:                            | Michelotti (Parma) |       |          |                                                     |

| Arbitro: | Longhi (Roma) |

|                          |           |             |
| Centi 57’ Cavagnetto 77’ | Marcatori | 86’ Fattori |

| Arbitro: | Mattei (Macerata) |

|                 |           |              |
| F. Graziani 29’ | Marcatori | 13’ Desolati |

| Arbitro: | Casarin (Milano) |

|                      |           |              |
| Antognoni 62’ (rig.) | Marcatori | 55’ B. Conti |

| Arbitro: | Menegali (Roma) |

|                           |           |              |
| Fiorini 24’ Garritano 47’ | Marcatori | 54’ Guerrini |

| Arbitro: | Prati (Parma) |

|  |           |             |
|  | Marcatori | 79’ Musella |

| Arbitro: | Mattei (Macerata) |

|                      |           |                         |
| Antognoni 39’ (rig.) | Marcatori | 34’ Rognoni 44’ Badiani |

| Arbitro: | Lops (Torino) |

|               |           |  |
| Scanziani 65’ | Marcatori |  |

| Arbitro: | Michelotti (Parma) |

|  |           |              |
|  | Marcatori | 59’ Tardelli |

#### Girone di ritorno
| Perugia 8 febbraio 1981 16ª giornata | Perugia         | 0 – 0 | Fiorentina | Stadio Renato Curi\| Arbitro: \| Lattanzi (Roma) \| |
| Arbitro:                             | Lattanzi (Roma) |       |            |                                                     |

| Arbitro: | Ciulli (Roma) |

|                                  |           |              |
| Antognoni 37’ (rig.) Bertoni 58’ | Marcatori | 53’ Di Somma |

| Arbitro: | D'Elia (Salerno) |

|                               |           |                  |
| Sabato 36’ Palanca 41’ (rig.) | Marcatori | 46’, 66’ Fattori |

| Arbitro: | Pieri (Genova) |

|               |           |             |
| Antognoni 77’ | Marcatori | 84’ Gerolin |

| Arbitro: | Agnolin (Bassano del Grappa) |

|               |           |                          |
| Altobelli 25’ | Marcatori | 44’ Guerrini 48’ Bertoni |

| Arbitro: | Lo Bello (Siracusa) |

|                      |           |  |
| Antognoni 21’ (rig.) | Marcatori |  |

| Cagliari 22 marzo 1981 22ª giornata | Cagliari      | 0 – 0 | Fiorentina | Stadio Sant'Elia\| Arbitro: \| Longhi (Roma) \| |
| Arbitro:                            | Longhi (Roma) |       |            |                                                 |

| Arbitro: | Lops (Torino) |

|                |           |           |
| Casagrande 76’ | Marcatori | 81’ Gobbo |

| Arbitro: | Facchin (Udine) |

|                           |           |  |
| Antognoni 73’, 77’ (rig.) | Marcatori |  |

| Arbitro: | Prati (Parma) |

|             |           |             |
| Faccini 58’ | Marcatori | 81’ Bertoni |

| Arbitro: | Milan (Treviso) |

|                         |           |          |
| Casagrande 9’ Manzo 22’ | Marcatori | 4’ Enéas |

| Arbitro: | Barbaresco (Cormons) |

|                     |           |               |
| Guidetti 42’ (rig.) | Marcatori | 26’ Sacchetti |

| Arbitro: | Angelelli (Terni) |

|  |           |                    |
|  | Marcatori | 80’ (aut.) Rognoni |

| Arbitro: | Lattanzi (Roma) |

|                              |           |              |
| Casagrande 20’ Antognoni 57’ | Marcatori | 75’ Anastasi |

| Arbitro: | Barbaresco (Cormons) |

|             |           |  |
| Cabrini 26’ | Marcatori |  |

### Coppa Italia

#### Turno preliminare
| 20 agosto 1980 Quarto girone - 1ª giornata |  | – Turno riposo Fiorentina |  |  |

| Arbitro: | Pieri (Genova) |

|             |           |              |
| Messina 71’ | Marcatori | 9’ Orlandini |

| Firenze 31 agosto 1980, ore 21:00 CEST 3ª giornata | Fiorentina       | 0 – 0 referto | Pistoiese | Stadio Comunale\| Arbitro: \| Terpin (Trieste) \| |
| Arbitro:                                           | Terpin (Trieste) |               |           |                                                   |

| Arbitro: | Lops (Torino) |

|                                                |           |                 |
| Desolati 2’, 89’ Perego 44’ (aut.) Bertoni 45’ | Marcatori | 64’ Bergamaschi |

| Arbitro: | Barbaresco (Cormons) |

|  |           |                |
|  | Marcatori | 63’ Casagrande |

#### Fase finale
| Arbitro: | Pieri (Genova) |

|  |           |               |
|  | Marcatori | 86’ Di Chiara |

| Roma 1º aprile 1981, ore 20:45 CEST Quarti di finale - Ritorno | Roma              | 0 – 0 referto | Fiorentina | Stadio Olimpico\| Arbitro: \| Tonolini (Milano) \| |
| Arbitro:                                                       | Tonolini (Milano) |               |            |                                                    |

## Statistiche

### Statistiche di squadra
| Competizione | Punti | In casa | In casa | In casa | In casa | In casa | In casa | In trasferta | In trasferta | In trasferta | In trasferta | In trasferta | In trasferta | Totale | Totale | Totale | Totale | Totale | Totale | DR |
| Competizione | Punti | G       | V       | N       | P       | Gf      | Gs      | G            | V            | N            | P            | Gf           | Gs           | G      | V      | N      | P      | Gf     | Gs     | DR |
| ------------ | ----- | ------- | ------- | ------- | ------- | ------- | ------- | ------------ | ------------ | ------------ | ------------ | ------------ | ------------ | ------ | ------ | ------ | ------ | ------ | ------ | -- |
| Serie A      | 32    | 15      | 6       | 6       | 3       | 15      | 11      | 15           | 3            | 8            | 4            | 13           | 14           | 30     | 9      | 14     | 7      | 28     | 25     | +3 |
| Coppa Italia |       | 3       | 1       | 1       | 1       | 4       | 2       | 3            | 1            | 2            | 0            | 2            | 1            | 6      | 2      | 3      | 1      | 6      | 3      | +3 |
| Totale       |       | 18      | 7       | 7       | 4       | 19      | 13      | 18           | 4            | 10           | 4            | 15           | 15           | 36     | 11     | 17     | 8      | 34     | 28     | +6 |

### Statistiche dei giocatori
A completamento delle statistiche sono da considerare 1 autogol a favore dei viola in campionato e 1 in Coppa Italia. 
Sono in corsivo i calciatori che hanno lasciato la società a stagione in corso.
| Giocatore     | Serie A  | Serie A | Coppa Italia | Coppa Italia | Totale   | Totale |
| Giocatore     | Presenze | Reti    | Presenze     | Reti         | Presenze | Reti   |
| ------------- | -------- | ------- | ------------ | ------------ | -------- | ------ |
| G. Antognoni  | 27       | 9       | 6            | 0            | 33       | 9      |
| D. Bertoni    | 25       | 4       | 6            | 1            | 31       | 5      |
| L. Bruni      | 1        | 0       | 2            | 0            | 3        | 0      |
| F. Casagrande | 25       | 3       | 6            | 0            | 31       | 3      |
| R. Contratto  | 29       | 0       | 6            | 0            | 35       | 0      |
| C. Desolati   | 20       | 3       | 6            | 2            | 26       | 5      |
| S. Di Marzio  | 3        | 0       | 0            | 0            | 3        | 0      |
| S. Fattori    | 21       | 3       | 2            | 0            | 23       | 3      |
| A. Ferroni    | 21       | 0       | 4            | 0            | 25       | 0      |
| R. Galbiati   | 25       | 0       | 6            | 0            | 31       | 0      |
| G. Galli      | 30       | -25     | 6            | -3           | 36       | -28    |
| G. Guerrini   | 23       | 2       | 5            | 0            | 28       | 2      |
| G. Lelj       | 0        | 0       | 1            | 0            | 1        | 0      |
| A. Manzo      | 14       | 1       | 2            | 0            | 16       | 1      |
| G. Novellino  | 6        | 0       | 0            | 0            | 6        | 0      |
| A. Orlandini  | 17       | 0       | 4            | 1            | 21       | 1      |
| G. Pellicanò  | 0        | -0      | 0            | -0           | 0        | -0     |
| G.F. Reali    | 12       | 0       | 0            | 0            | 12       | 0      |
| M. Restelli   | 25       | 0       | 6            | 0            | 31       | 0      |
| L. Sacchetti  | 25       | 2       | 3            | 0            | 28       | 2      |
| A. Tendi      | 24       | 0       | 4            | 0            | 28       | 0      |
| N. Zanone     | 0        | 0       | 3            | 0            | 3        | 0      |